# Акмешитський сільський округ
Акмеши́тський сільський округ (каз. Ақмешіт ауылдық округі, рос. Акмешитский сельский округ) — адміністративна одиниця у складі Нуринського району Карагандинської області Казахстану. Адміністративний центр — село Акмешит.
Населення — 614 осіб (2021; 960 у 2009, 1589 у 1999, 1945 у 1989).
Станом на 1989 рік існувала Захаровська сільська рада (села Захаровка, Плаховка, Семеновка). 2007 року було ліквідовано село Кобикол. До 2018 року округ називався Захаровським.

## Склад
До складу округу входять такі населені пункти:
| Населений пункт | Населення, осіб (1989) | Населення, осіб (1999) | Населення, осіб (2009) | Населення, осіб (2021) |
| --------------- | ---------------------- | ---------------------- | ---------------------- | ---------------------- |
| Акмешит, село   | 1305                   | 1011                   | 684                    | 431                    |
| Кантай, село    | 409                    | 432                    | 276                    | 183                    |
| Кобикол, село   | 231                    | 146                    | -                      | -                      |